# Wenera 3

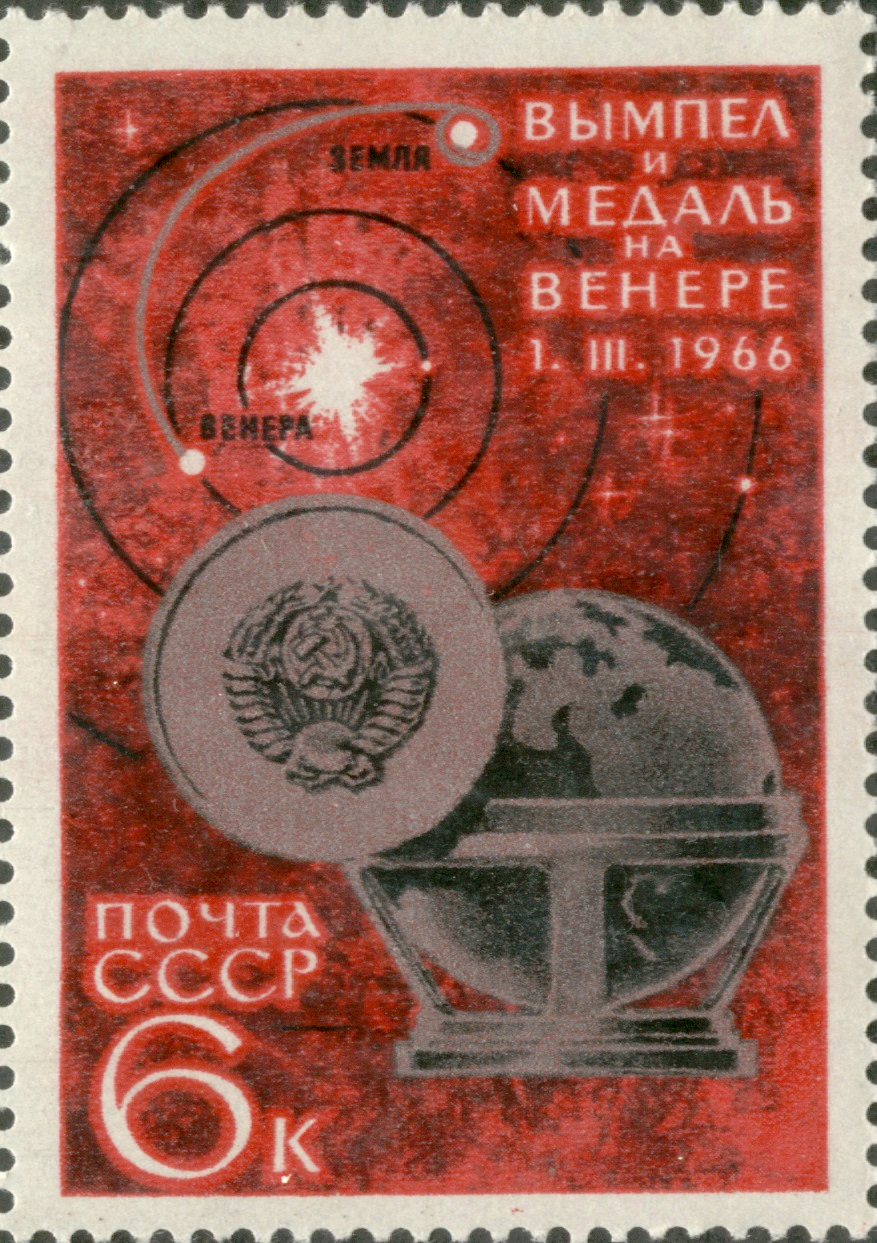
Radziecki znaczek pocztowy upamiętniający lot Wenery 3

Wenera 3 (ros. Венера, co znaczy „Wenus”) – radziecka bezzałogowa sonda kosmiczna przeznaczona do badania planety Wenus. Należała do programu Wenera. Lądownik Wenery 3 był pierwszym obiektem zbudowanym przez człowieka, który dotarł do powierzchni ciała niebieskiego innego niż Księżyc, a nastąpiło to 1 marca 1966. W wyniku utraty kontaktu z sondą dwa tygodnie wcześniej, nie odebrano z niego żadnych danych.

## Cele naukowe
- Badania promieniowania korpuskularnego i pola magnetycznego między Ziemią a Wenus oraz w otoczeniu Wenus.
- Dostarczenie obrazów Wenus za pośrednictwem aparatury TV.
- Zbadanie gęstości i temperatury atmosfery za pomocą lądownika (lądowanie odbyło się przy użyciu spadochronu).

## Opis misji
Start Wenery 3 nastąpił 16 listopada 1965 o 04:19 GMT z kosmodromu Bajkonur rakietą Mołnia 8K78M. Po osiągnięciu okołoziemskiej orbity parkingowej ostatni człon rakiety – Tyazheliy Sputnik (numer COSPAR 1965-092B) skierował ją w stronę Wenus. Zadaniem sondy było lądowanie na powierzchni Wenus, w związku z czym była wyposażona w oddzielny zespół lądowania, zbudowany w postaci kuli o średnicy 900 mm. Człon orbitalny zawierał silnik służący do korekty orbity, aparaturę radiową, panele z bateriami słonecznymi, szukacze Słońca, Ziemi i gwiazdy Canopus, aparaturę do pomiarów w przestrzeni kosmicznej oraz układy kierujące działaniem poszczególnych zespołów.
Lądownik zawierał system łączności, instrumenty naukowe, źródło energii oraz medal z godłem ZSRR. Pokryty był specjalną substancją zabezpieczającą przed działaniem ciepła. Lądownik był również wyposażony w układ spadochronowy do realizacji łagodnego lądowania.
Zespół lądowania to pierwszy próbnik wysłany z Ziemi, który wtargnął w atmosferę Wenus (1 marca 1966 roku). Podczas zbliżania się sondy do planety, wskutek utraty łączności w dniu 16 lutego 1966 roku, nie uzyskano żadnych danych pomiarowych dotyczących samej planety i jej atmosfery. Przeprowadzone później dochodzenie wykazało, że przyczyną awarii było przegrzanie się wewnętrznych komponentów oraz paneli słonecznych.

## Instrumenty
Sonda należała do typu 3MV-3 i została zbudowana przez biuro konstrukcyjne OKB-1.
- Eksperyment cząstek energetycznych MSU–TASPD – był jednym z kilku eksperymentów przygotowanych przez Wydział Teoretycznej i Stosowanej Fizyki Kosmicznej przy Instytucie Fizyki Jądrowej im. Skobielcyna Uniwersytetu Moskiewskiego. Instrument ten był również na pokładzie sond Łuna, Zond, Mars, Wega, Fobos, i mierzył cząstki energetyczne (MeV) w ośrodku międzyplanetarnym (wczesne misje np. Zond 1 i 3, prowadziły pomiary powyżej 30 MeV, późniejsze, mierzyły protony o niższej energii i większej ilości miejsc (w okolicach i z dala od Słońca)).